# Wohnhaus Am Liener Hörn 2
Das Wohnhaus Am Liener Hörn 2 an der Weser im niedersächsischen Elsfleth-Lienen, im Landkreis Wesermarsch, stammt aus dem 18. Jahrhundert.

Aktuell (2023) wird es als Wohnhaus genutzt.
Das Gebäude steht unter Denkmalschutz (siehe auch Liste der Baudenkmale in Elsfleth).

## Beschreibung
Das eingeschossige giebelständige Gebäude in Fachwerk mit Steinausfachungen, reetgedecktem Krüppelwalmdach mit ostseitiger neuerer Schwalbenschwanzgaube und Niedersachsengiebeln wurde 1790 (Inschrift) für Johann und Maria Schnibbe(n) gebaut. Das frühere Dielentor wurde zum Hochwasserschutz später zugemauert, die Ladeluke darüber blieb erhalten. Es stand ursprünglich außerhalb des Deiches.
Das Landesdenkmalamt befand: „… geschichtliche Bedeutung … als beispielhaftes ländliches Fachwerkwohnhaus …“